# Електрофізіологія
Електрофізіологія (від грецького ἥλεκτρον, «електрон» — бурштин; φύσις, «фізис» — природа; -λογία, «логія» — закон, вчення) — розділ фізіології, що вивчає електричні властивості біологічних об'єктів: органів, тканин, клітин, мембран. Електрофізіологи досліджують як функцію окремих біомолекул, пов'язаних з електричними явищами, так і роботу цілих органів (серця, мозку тощо).

## Предмет дослідження
Клітини живих організмів оточені напівпроникною ліпідною мембраною, що створює різницю концентрацій іонів. Живі істоти активно підтримують цю різницю за допомогою активних енергоємних механізмів задля створення мембранних потенціалів. У мембранах існують білкові канали, які відкриваються у відповідь на певні стимули (хімічні, електричні, температурні, механічні тощо) і генерують пасивні іонні струми за градієнтом концентрації. Зміни різниці потенціалів на мембрані, які викликаються цими струмами, регулюють функцію клітин — від миттєвих змін активності, рухів, захисних реакцій до експресії генів, поділу клітини, клітинної смерті.

## Історія
Вперше про біоелектрику заявив Луїджі Гальвані ще в XVIII сторіччі. Він показав, що подразнення нерва викликає скорочення м'язу препарату жаби, і пояснив це рухом «електричного флюїду». Алессандро Вольта назвав явище генерації електричного струму живими організмами гальванізмом. Засновником електрофізіології як окремого розділу фізіології вважають Еміля Дюбуа-Реймона. Він встановив наявність мембранного потенціалу спокою у нервах і м'язах, виявив відхилення від цього потенціалу спокою — потенціал дії. Учень Дюбуа-Реймона Юліус Бернштейн за допомогою сконструйованого ним диференційного реотому визначив тривалість потенціалу (струму) дії. Окрім того, Бернштейн одночасно із Василем Чаговцем розробив теорію генерації електричного потенціалу через різницю концентрацій іонів по обидва боки напівпроникної мембрани. У 1888 році Джон Бурдон-Сандерсон вперше описав відхилення від мембранного потенціалу спокою у рослин. Нідерландський фізіолог Віллем Ейнтховен розробив перший електрокардіограф, а український фізіолог Володимир Правдич-Немінський записав першу неінвазивну електроенцефалограмму. У 1939 році Алан Годжкін і Ендрю Гакслі вперше виміряли прямим методом мембранний потенціал на гігантському аксоні кальмара.

### Розвиток електрофізіології в Україні
Ще наприкінці ХІХ сторіччя у Харкові Василь Данилевський проводив досліди з електричної стимуляції різних зон центральної нервової системи, досліджував механіку м'язового скорочення в залежності від збудження. Першу сучасну на той момент електрофізіологічну лабораторію організував завідувач кафедри фізіології медичного факультету Київського університету Святого Володимира Василь Чаговець у 1910—1911 роках. Вже за два роки у цій лабораторії Правдич-Немінський зробив перші записи ЕЕГ. З 1935 року цю кафедру (вже у складі Київського медичного інституту) очолив Данило Воронцов, який поглибив дослідження електрофізіології окремих клітин. Учні Воронцова розвинули уявлення про електричні події у різних типах клітин. Платон Костюк дослідив молекулярні механізми синаптичної передачі між нервовими клітинами, роль кальцієвих струмів у передачі збудження. Разом із своїми співробітниками він відкрив два підтипи потенціалзалежних кальцієвих струмів — високопорогові й низькопорогові.
Михайло Шуба вперше описав електричні контакти між окремими міоцитами у гладенькому м'язі, дослідив окремі іонні канали, що викликають зміну мембранного потенціалу міоцитів.
Володимир Скок описав різні типи рецепторів і синаптичну передачу у вегетативній нервовій системі.
Важливим електрофізіологічним центром України на початок ХХІ сторіччя залишається Інститут фізіології імені О. О. Богомольця НАН України.
Окремі дослідження проводяться на кафедрах біофізики і фізіології ННЦ «Інститут біології» Київського національного університету, біологічних факультетів Львівського національного університету, Таврійського національного університету, тощо.

## Методи електрофізіології

### Електродна техніка
Класичним методом електрофізіології є використання металевих електродів, під'єданих до підсилювача, що дозволяє напряму записувати електричні струми. В залежності від розмірів електродів можна вивчати різні об'єкти, включно з окремими клітинами та частками їх мембран.

#### Мікроелектродна техніка
У 1946 році Джудіт Греем і Ральф Джерард навчилися робити тоненькі скляні мікропіпетки з гострим кінцем діаметром менше 1 мікрометру. Такі піпетки заповнювалися розчином з електролітом, який контактував з металевим електродом, що був з'єднаний з підсилювачем. За допомогою таких мікроелектродів можливо подавати струми до клітин і тканин, а також вимірювати струм через невелику ділянку клітинної мембрани.

### Оптичні методи
В кінці ХХ сторіччя з'явилися барвники, що змінюють інтенсивність флюоресценції в залежності від електричних характеристик близьких до них мембран і частин клітини. Це дозволило електрофізіологам отримувати нові результати при відносній непошкодженності клітин.

## Об'єкти дослідження
За об'єктами дослідження існують такі основні електрофізіологічні методи:
- клітинна електрофізіологія — вивчаються струми і потенціали окремих клітин чи навіть ділянок мембрани
- електрокардіографія (ЕКГ) — дослідження потенціалів серця
- електроенцефалографія (ЕЕГ) — вимірювання потенціалів мозку
- електроміографія (ЕМГ) — вимірювання потенціалів м'язів
- електроретинографія[en] (ЕРГ) — вимірювання потенціалів сітківки
- електрогастрографія (ЕГГ) — дослідження електричної активності шлунку і кишки

## Клінічна електрофізіологія
Електрофізіологічні методи широко використовують у клініці для встановлення діагнозу, а також для лікування пацієнтів. Електрокардіографію використовують для визначення якості проведення збудження у серці, електроенцефалографію — для визначення якості функціонування мозку.
Слабкі електричні струми використовують для стимуляції заживлення нервів при ушкодженні.